# 曾大有 (弘治甲子舉人)
曾大有（15世紀—16世紀），字子遜，福建興化府仙遊縣人，明朝政治人物。

## 生平
曾大有是成化四年舉人曾琛之子，曾跟隨蔡清學習，弘治十七年（1504年）甲子科福建鄉試舉人，十八年（1505年）乙丑科會試中副榜，授德州學正，寫下《勤學錄》訓誡士子，調杭州府教授，寫下《資士錄》，任應天鄉試同考官時取錄多人，陞南京國子監助教，寫下《蛙見錄》，秩滿進階登仕郎，陞廣信府通判督捕有成績，陞廣東市舶司提舉有廉明聲譽，不久辭官回鄉，產業都均分給兄弟和貧窮族人，七十多歲才去世。

## 引用
1. 1 2  乾隆《仙遊縣志·卷三十六·人物志四》：曾大有，字子遜，琛之子，從晉江蔡清學，宏治十七年鄉薦，會試列乙榜，授德州學正，著《勤學錄》以訓士，遷杭州教授，著《資士錄》，分試南畿取士多得人。擢南京國子助教，著《蛙見錄》，秩滿敕進登仕郎，陞廣信通判督捕有績，尋陞廣東市舶司提舉，廉聲丕著尋乞歸，田業悉均之兄弟及族人貧者，卒年七十餘。